# Evan Tanner
Evan Loyd Tanner (Amarillo, 11 febbraio 1971 – Palo Verde, 5 settembre 2008) è stato un artista marziale misto statunitense.
È stato campione dei pesi medi UFC e campione dei pesi massimi Unified Shoot Wrestling Federation, nonché il primo statunitense a vincere il torneo Pancrase Neo-Blood di Tokyo.
Morì nel 2008 causa ipertermia durante un suo solitario viaggio in moto nel deserto californiano.

## Carriera nelle arti marziali miste

### Inizi: Unified Shoot Wrestling Federation
Tanner iniziò a lottare nella squadra di lotta libera dell'high school, con la quale divenne campione del Texas nel 1989.
L'esordio come professionista nelle arti marziali miste avviene nel 1997 nell'ormai defunta organizzazione USWF: qui infila subito tre vittorie consecutive, l'ultima delle quali contro la futura stella UFC Paul Buentello per sottomissione, e nell'ottobre dello stesso anno poté affrontare Heath Herring per il titolo dei pesi massimi.
Tanner vinse l'incontro per sfinimento dell'avversario e venne quindi dichiarato campione di categoria USWF.
Successivamente combatté anche per un'altra promozione texana, la PSDA, dove subì la vendetta di Herring che sconfisse Tanner per strangolamento.
Tra il 1998 ed il 2000 Tanner difese il titolo USWF per ben sette volte, l'ultima di queste ai danni di Travis Fulton, lottatore che al tempo vantava ben 117 incontri tra i professionisti.

### Pancrase
Nel 1998 Tanner si trasferì in Giappone per prendere parte ai tornei della prestigiosa federazione Pancrase: nel torneo Pancrase 1998 Neo-Blood di Tokyo vinse tutti e tre gli incontri, la finale contro il connazionale Justin McCully, e divenne il primo lottatore statunitense a vincere tale torneo.
Lotto nella Pancrase fino al 1999, quando venne messo KO dall'olandese Leon Dijk.

### Ultimate Fighting Championship
L'esordio nell'UFC di Tanner risale all'8 gennaio 1999 con l'evento UFC 18: The Road to the Heavyweight Title, dove si presenta con un record personale di 16-1 e sottomette Darrel Gholar.
Dopo altre due vittorie tenta subito la sfida al titolo dei pesi mediomassimi detenuto da Tito Ortiz: il risultato è pessimo in quanto Tanner viene messo KO con un body slam dopo soli 32 secondi.
Tanner non demorde e successivamente infila altre tre vittorie in UFC battendo per KO tecnico Elvis Sinosic e prende parte anche ad un incontro di solidarietà per la lotta contro il cancro.
Nel 2003 subisce la sua quarta sconfitta per mano di Rich Franklin che lo mette KO nel primo round: a quel punto Tanner decide di scendere di categoria e passare ai pesi medi.
Vince subito una doppia sfida contro Phil Baroni e, dopo un'altra vittoria, nel 2005 si candida per il titolo dei pesi medi UFC, lasciato vacante da Murilo Bustamante dopo il suo passaggio alla Pride.
L'avversario è il connazionale David Terrell, che nell'incontro precedente mise KO Matt Lindland in meno di 30 secondi.
Tanner vinse nel primo round per KO tecnico e venne quindi incoronato campione dei pesi medi UFC.
Lo stesso anno Tanner trovò nuovamente sulla sua strada Rich Franklin, anch'egli passato ai pesi medi, e l'incontro per la difesa del titolo fu combattuto fino al quarto round, quando Tanner dovette arrendersi per scelta dello staff medico e cedette il titolo di campione a Franklin.
Successivamente Tanner non riuscì più a combattere ai livelli iniziali e chiuse il post-Franklin con un parziale di 1-3 causa le sconfitte patite contro David Loiseau, Yushin Okami e Kendall Grove, fino alla sua tragica morte avvenuta nel 2008.

## Risultati nelle arti marziali miste
| Risultato | Record | Avversario        | Metodo                                       | Evento                                                    | Data              | Round | Tempo | Città                        | Note                                             |
| --------- | ------ | ----------------- | -------------------------------------------- | --------------------------------------------------------- | ----------------- | ----- | ----- | ---------------------------- | ------------------------------------------------ |
| Sconfitta | 32-8   | Kendall Grove     | Decisione (non unanime)                      | The Ultimate Fighter: Team Rampage vs Team Forrest Finale | 21 giugno 2008    | 3     | 5:00  | Las Vegas, Stati Uniti       |                                                  |
| Sconfitta | 32-7   | Yushin Okami      | KO (ginocchiata)                             | UFC 82: Pride of a Champion                               | 1º marzo 2008     | 2     | 3:00  | Columbus, Stati Uniti        |                                                  |
| Vittoria  | 32-6   | Justin Levens     | Sottomissione (triangolo)                    | UFC 59: Reality Check                                     | 15 aprile 2006    | 1     | 3:14  | Anaheim, Stati Uniti         |                                                  |
| Sconfitta | 31-6   | David Loiseau     | KO Tecnico (ferite)                          | UFC Ultimate Fight Night 2                                | 3 ottobre 2005    | 2     | 4:15  | Las Vegas, Stati Uniti       |                                                  |
| Sconfitta | 31-5   | Rich Franklin     | KO Tecnico (stop medico)                     | UFC 53: This Time It's Personal                           | 4 giugno 2005     | 4     | 3:25  | Atlantic City, Stati Uniti   | Perde il titolo dei Pesi Medi UFC                |
| Vittoria  | 31-4   | David Terrell     | KO Tecnico (pugni)                           | UFC 51: Super Saturday                                    | 5 febbraio 2005   | 1     | 4:35  | Las Vegas, Stati Uniti       | Vince il titolo dei Pesi Medi UFC                |
| Vittoria  | 30-4   | Robbie Lawler     | Sottomissione (triangolo)                    | UFC 50: The War of ' 04                                   | 22 ottobre 2004   | 1     | 2:22  | Atlantic City, Stati Uniti   |                                                  |
| Vittoria  | 29-4   | Phil Baroni       | Decisione (unanime)                          | UFC 48: Payback                                           | 19 giugno 2004    | 3     | 5:00  | Las Vegas, Stati Uniti       |                                                  |
| Vittoria  | 28-4   | Phil Baroni       | KO Tecnico (pugni)                           | UFC 45: Revolution                                        | 21 novembre 2003  | 1     | 4:42  | Uncasville, Stati Uniti      | Passa ai Pesi Medi                               |
| Sconfitta | 27–4   | Rich Franklin     | KO Tecnico (pugni)                           | UFC 42: This Time It's Personal                           | 25 aprile 2003    | 1     | 2:40  | Miami, Stati Uniti           |                                                  |
| Vittoria  | 27-3   | Shannon Ritch     | Sottomissione (triangolo)                    | FCFF-Fighting Against Cancer                              | 15 febbraio 2003  | 1     | 2:19  | Portland, Stati Uniti        |                                                  |
| Vittoria  | 26-3   | Chris Haseman     | Decisione (unanime)                          | UFC 38: Brawl at the Hall                                 | 13 luglio 2002    | 3     | 5:00  | Londra, Regno Unito          |                                                  |
| Vittoria  | 25-3   | Elvis Sinosic     | KO Tecnico (ferita)                          | UFC 36: Worlds Collide                                    | 22 marzo 2002     | 1     | 2:06  | Las Vegas, Stati Uniti       |                                                  |
| Vittoria  | 24-3   | Homer Moore       | Sottomissione (armbar)                       | UFC 34: High Voltage                                      | 2 novembre 2001   | 2     | 0:55  | Las Vegas, Stati Uniti       |                                                  |
| Sconfitta | 23–3   | Tito Ortiz        | KO (body slam)                               | UFC 30: Battle on the Boardwalk                           | 23 febbraio 2001  | 1     | 0:32  | East Rutherford, Stati Uniti | Per il titolo dei Pesi Mediomassimi UFC          |
| Vittoria  | 23-2   | Lance Gibson      | KO Tecnico (pugni e gomitate)                | UFC 29: Defense of the Belts                              | 16 dicembre 2000  | 1     | 4:48  | Tokyo, Giappone              |                                                  |
| Vittoria  | 22-2   | Travis Fulton     | Sottomissione (triangolo)                    | Unified Shoot Wrestling Federation 18                     | 25 novembre 2000  | 1     | 4:38  | Amarillo, Stati Uniti        | Difende il titolo dei Pesi Massimi USWF          |
| Vittoria  | 21-2   | Raoul Romero      | KO Tecnico (pugni)                           | Unified Shoot Wrestling Federation 17                     | 17 luglio 2000    | 1     | 6:59  | Amarillo, Stati Uniti        | Difende il titolo dei Pesi Massimi USWF          |
| Vittoria  | 20-2   | Vinny Nixon       | Sottomissione (keylock)                      | Unified Shoot Wrestling Federation 14                     | 24 aprile 1999    | 1     | 1:07  | Amarillo, Stati Uniti        | Difende il titolo dei Pesi Massimi USWF          |
| Sconfitta | 19–2   | Leon Dijk         | KO Tecnico (ginocchiate e colpi di palmo)    | Pancrase: Breakthrough 4                                  | 18 aprile 1999    | 1     | 11:39 | Yokohama, Giappone           |                                                  |
| Vittoria  | 19–1   | Mike Cizek        | KO Tecnico (Sottomissione ai pugni)          | Unified Shoot Wrestling Federation 13                     | 20 marzo 1999     | 1     | 2:06  | Amarillo, Stati Uniti        | Difende il titolo dei Pesi Massimi USWF          |
| Vittoria  | 18–1   | Valeri Ignatov    | KO Tecnico (gomitate)                        | UFC 19: Ultimate Young Guns                               | 5 marzo 1999      | 1     | 2:58  | Bay St. Louis, Stati Uniti   |                                                  |
| Vittoria  | 17–1   | Darrel Gholar     | Sottomissione (rear naked choke)             | UFC 18: The Road to the Heavyweight Title                 | 8 gennaio 1999    | 1     | 7:57  | New Orleans, Stati Uniti     | Debutto in UFC                                   |
| Vittoria  | 16–1   | Ryushi Yanagisawa | Sottomissione (triangolo di braccio)         | Pancrase: Advance 12                                      | 19 dicembre 1998  | 1     | 2:24  | Chiba, Giappone              |                                                  |
| Vittoria  | 15–1   | Gene Lydick       | Sottomissione (rear naked choke)             | Unified Shoot Wrestling Federation 12                     | 24 ottobre 1998   | 1     | 4:15  | Amarillo, Stati Uniti        | Difende il titolo dei Pesi Massimi USWF          |
| Vittoria  | 14–1   | Kiuma Kunioku     | Decisione                                    | Pancrase: 1998 Anniversary Show                           | 14 settembre 1998 | 1     | 20:00 | Tokyo, Giappone              |                                                  |
| Vittoria  | 13–1   | Justin McCully    | Sottomissione (kimura)                       | Pancrase: 1998 Neo-Blood Tournament, Round 2              | 26 luglio 1998    | 1     | 5:07  | Tokyo, Giappone              | Vince il torneo Pancrase 1998 Neo-Blood          |
| Vittoria  | 12–1   | Kousei Kubota     | Sottomissione (triangolo di braccio)         | Pancrase: 1998 Neo-Blood Tournament, Round 1              | 7 luglio 1998     | 1     | 2:23  | Tokyo, Giappone              | Torneo Pancrase 1998 Neo-Blood, Semifinale       |
| Vittoria  | 11–1   | Ikuhisa Minowa    | Sottomissione (triangolo di braccio)         | Pancrase: 1998 Neo-Blood Tournament, Round 1              | 7 luglio 1998     | 1     | 4:05  | Tokyo, Giappone              | Torneo Pancrase 1998 Neo-Blood, Quarti di finale |
| Vittoria  | 10–1   | Tony Castillo     | KO Tecnico (ginocchiate)                     | Unified Shoot Wrestling Federation 9                      | 20 giugno 1998    | 1     | 4:06  | Amarillo, Stati Uniti        | Difende il titolo dei Pesi Massimi USWF          |
| Vittoria  | 9–1    | Dennis Reed       | Sottomissione (triangolo)                    | Gladiators 2                                              | 18 aprile 1998    | 1     | 1:20  | Iowa, Stati Uniti            |                                                  |
| Vittoria  | 8–1    | Wade Kroeze       | KO Tecnico (ginocchiate)                     | Gladiators 2                                              | 18 aprile 1998    | 1     | 1:00  | Iowa, Stati Uniti            |                                                  |
| Vittoria  | 7–1    | Rusty Totty       | Sottomissione (triangolo di braccio)         | Unified Shoot Wrestling Federation 8                      | 28 marzo 1998     | 1     | 1:36  | Amarillo, Stati Uniti        | Difende il titolo dei Pesi Massimi USWF          |
| Sconfitta | 6–1    | Heath Herring     | Sottomissione (rear naked choke)             | PSDA                                                      | 22 novembre 1997  | 1     | 8:20  | Texas, Stati Uniti           |                                                  |
| Vittoria  | 6–0    | Jesse Gonzalez    | Sottomissione (ezekiel choke)                | PSDA                                                      | 22 novembre 1997  | 1     | 1:15  | Texas, Stati Uniti           |                                                  |
| Vittoria  | 5–0    | Joe Frailey       | KO Tecnico (Sottomissione ai pugni)          | PSDA                                                      | 22 novembre 1997  | 1     | 0:56  | Texas, Stati Uniti           |                                                  |
| Vittoria  | 4–0    | Heath Herring     | Sottomissione (sfinimento)                   | Unified Shoot Wrestling Federation 7                      | 18 ottobre 1997   | 1     | 6:19  | Amarillo, Stati Uniti        | Vince il titolo dei Pesi Massimi USWF            |
| Vittoria  | 3–0    | Paul Buentello    | Sottomissione (rear naked choke)             | Unified Shoot Wrestling Federation 4                      | 12 aprile 1997    | 1     | 2:20  | Amarillo, Stati Uniti        |                                                  |
| Vittoria  | 2–0    | Gary Nabors       | Sottomissione (keylock)                      | Unified Shoot Wrestling Federation 4                      | 12 aprile 1997    | 1     | 2:21  | Amarillo, Stati Uniti        |                                                  |
| Vittoria  | 1–0    | Mike Kennedy      | KO Tecnico (Sottomissione ai colpi di palmo) | Unified Shoot Wrestling Federation 4                      | 12 aprile 1997    | 1     | 1:29  | Amarillo, Stati Uniti        |                                                  |